# Nikon D300s

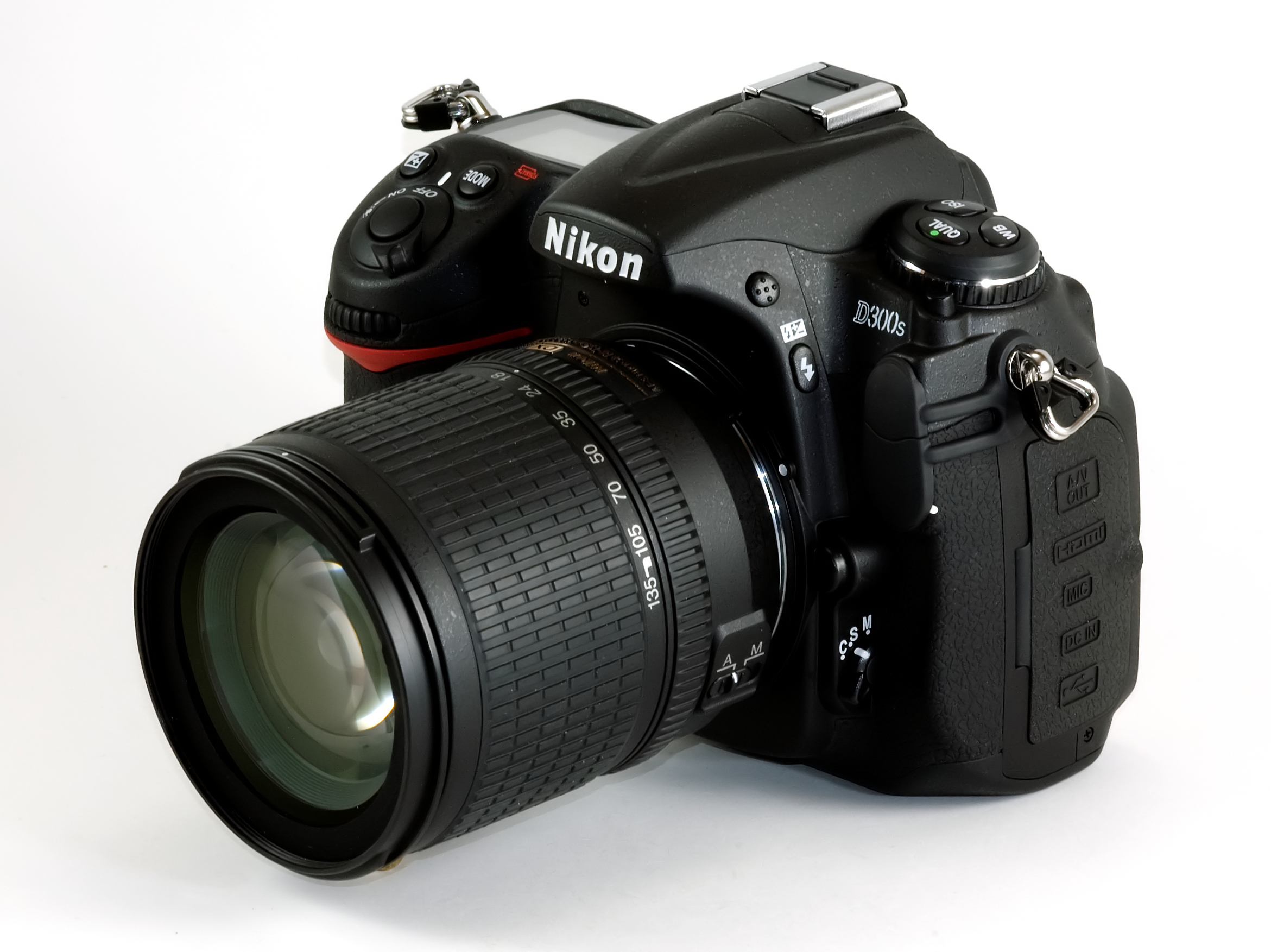

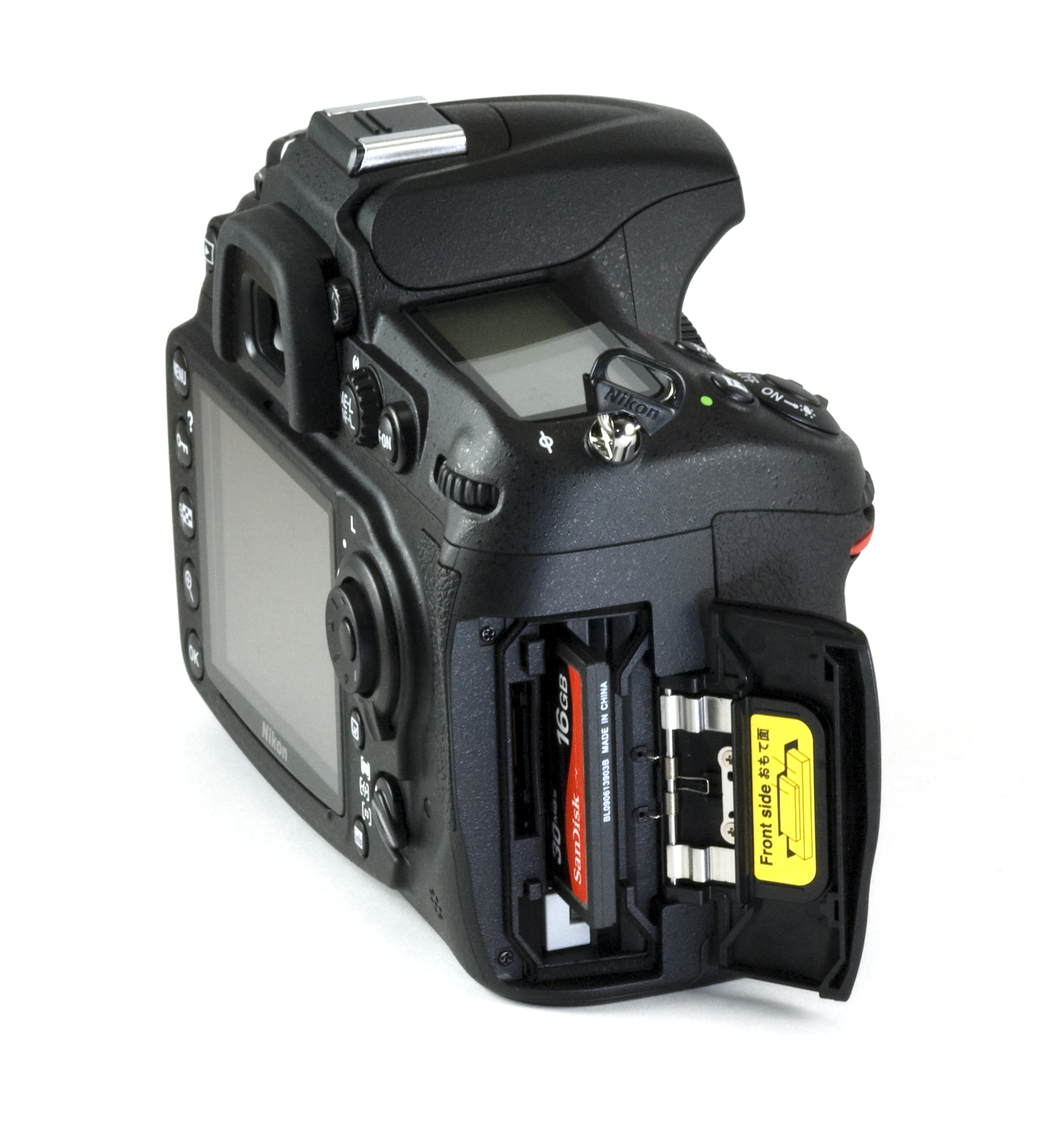

Nikon D300s — професійний цифровий дзеркальний фотоапарат компанії Nikon. Анонсований 30 липня 2009 року як модернізація моделі D300. 
Фотоапарат облаштований матрицею з роздільною здатністю 12.3 мегапікселі і кроп-фактором 1,5. На апарат можуть бути встановлені як призначені для сенсорів такого типу об'єктиви Nikon DX, так і інші об'єктиви з байонетом Nikon F. У січні 2012 року модель була прибрана зі списку актуальних на японському сайті Nikon. D300s був замінений фотоапаратом Nikon D500, анонсованим 5 січня 2016.

## Відмінності від Nikon D300
- Швидкість зйомки збільшена до 7 кадрів на секунду
- Два роз'єми для карт пам'яті CF і SD
- Режим безшумної зйомки
- Мультиконтроллер з центральною кнопкою
- Режим екрана інтерактивної установки режимів і окрема кнопка «Інформація» для його включення
- Окрема кнопка для Live View
- Інтерфейс HDMI типу С (у D300 — типу A)
- Режими Активний D-Lighting Авто і Extra High
- Віртуальний горизонт
- Зміна розмірів зображень RAW засобами камери
- Запис відео HD 720p / 24 кадрів на секунду
- Зовнішній звуковий стереовхід
- Базові можливості редагування відео засобами камери